# Deanne Crothers
Pour les articles homonymes, voir Crothers.
Deanne Crothers est une femme politique canadienne, elle est élue à l'Assemblée législative du Manitoba lors de l'élection provinciale de 2011. Elle représente la circonscription de St. James en tant que membre du Nouveau Parti démocratique du Manitoba. Le 8 novembre 2013, elle annonce qu'elle devient une envoyée spéciale pour les affaires militaires.